# 郁久閭歩鹿真
郁久閭 歩鹿真（漢音：いくきゅうりょ ほろくしん、拼音：Yùjiŭlǘ Bùlùzhēn、? - 414年）は、柔然の可汗。社崙・斛律の長兄（詰帰之?）の子。可汗号は不明もしくは無し。

## 生涯
神瑞元年（414年）、斛律は北燕の馮跋と和親を結び、娘を馮跋に嫁がせようとした。すると甥の歩鹿真が「幼い娘が遠国に嫁げば、悲しくなって病となることでしょう。大臣の樹黎や勿地延らの娘を派遣して側女とすべきです」と言ったが、却下された。そこで歩鹿真は大臣の樹黎や勿地延らに「斛律はお前たちの娘を側女として、遠い他国に行かせようとしているぞ」と嘘をついて、樹黎や勿地延らと共謀し、夜に斛律を捕えて娘とともに北燕に放逐してやった。樹黎は歩鹿真を立てて可汗とし、自らは相（宰相）となった。のちに歩鹿真は社崙の子の社抜と共に大人（部族長）の叱洛侯の家に行き、その少妻と淫す。そこで少妻は叱洛侯が謀反を企み、大檀を可汗にしようとしていることを告げる。これを聞いた歩鹿真は八千騎を発して叱洛侯を包囲し、叱洛侯を自殺に追い込んだ。さらに歩鹿真は大檀を襲撃するが、反撃に遭い、逆に捕われて殺されてしまう。大檀は自ら立って可汗となる。

## 参考資料
- 『魏書』（列伝第九十一 蠕蠕）
- 『北史』（列伝第八十六 蠕蠕）
- 『晋書』（載記第二十五 馮跋）